# آرونتس-دو-کورسیو
آرونتس-دو-کورسیو (به فرانسوی: Arrentès-de-Corcieux) یک کمون در فرانسه است که در canton of Corcieux واقع شده‌است. آرونتس-دو-کورسیو ۱۷ کیلومتر مربع مساحت دارد ۷۲۰ متر بالاتر از سطح دریا واقع شده‌است.